# Thần kinh sống cùng I
Thần kinh sống cùng I (S1) là dây thần kinh sống thuộc đoạn cùng của tủy sống.
Thần kinh rời khỏi ống sống, thoát ra từ lỗ cùng thứ nhất, bờ dưới đốt sống cùng I (S1).
S1 chi phối các cơ:
- cơ mông lớn
- cơ mông nhỡ
- cơ mông bé
- cơ căng mạc đùi
- cơ hình lê
- cơ bịt trong
- cơ sinh đôi dưới
- cơ sinh đôi trên
- cơ vuông đùi
- cơ bán gân
- cơ bụng chân
- cơ gấp ngón chân cái dài
- cơ dạng ngón chân út
- cơ vuông gan chân

## Ảnh trên thi thể

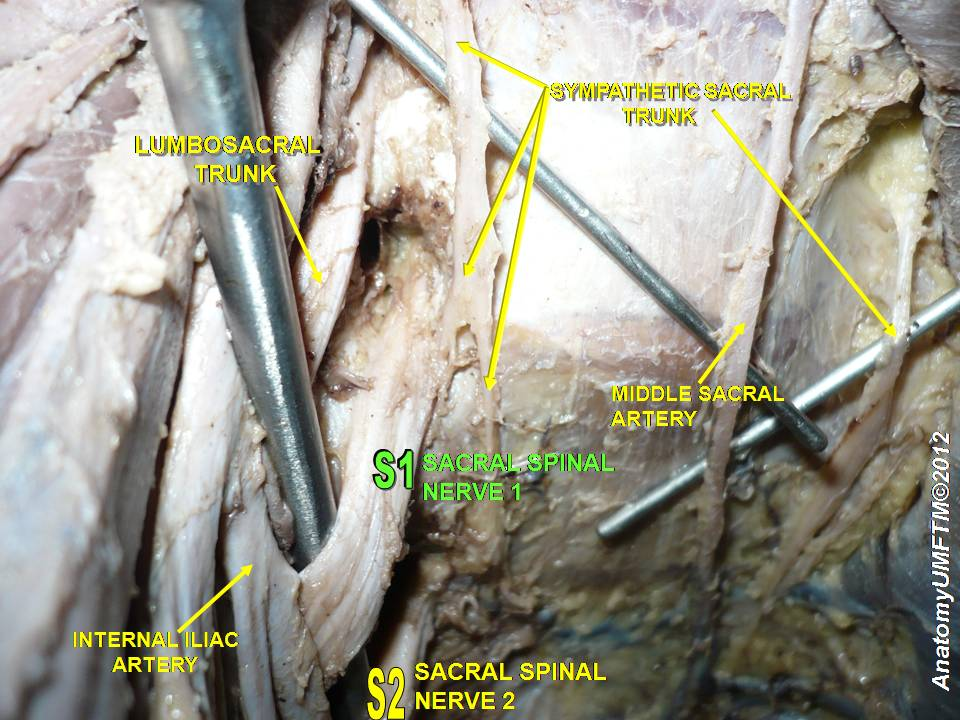
Thần kinh sống cùng I
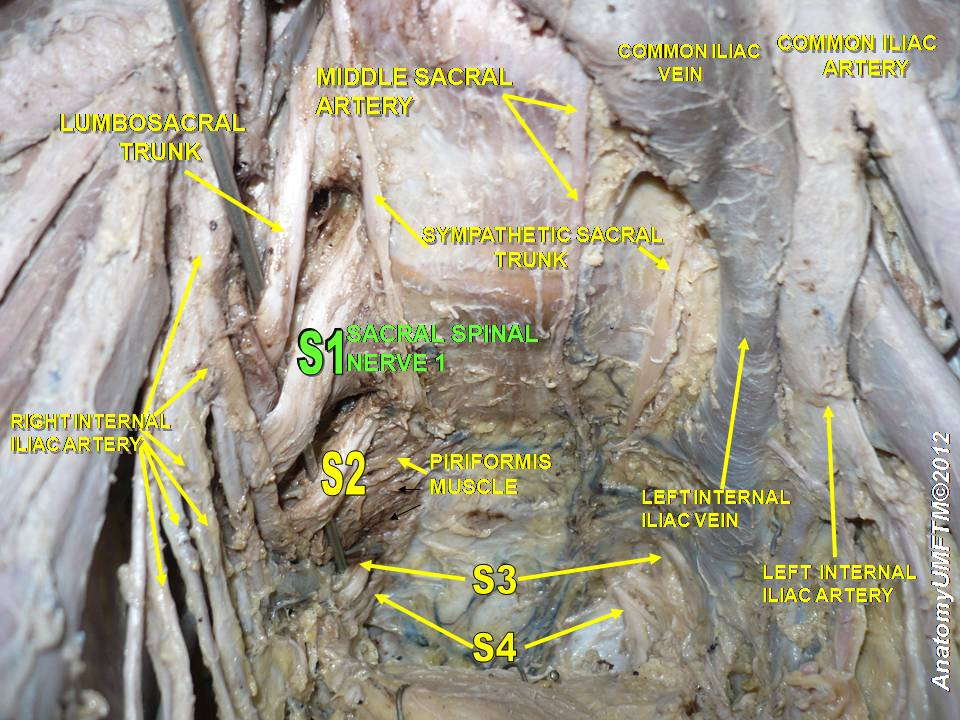
Thần kinh sống cùng I
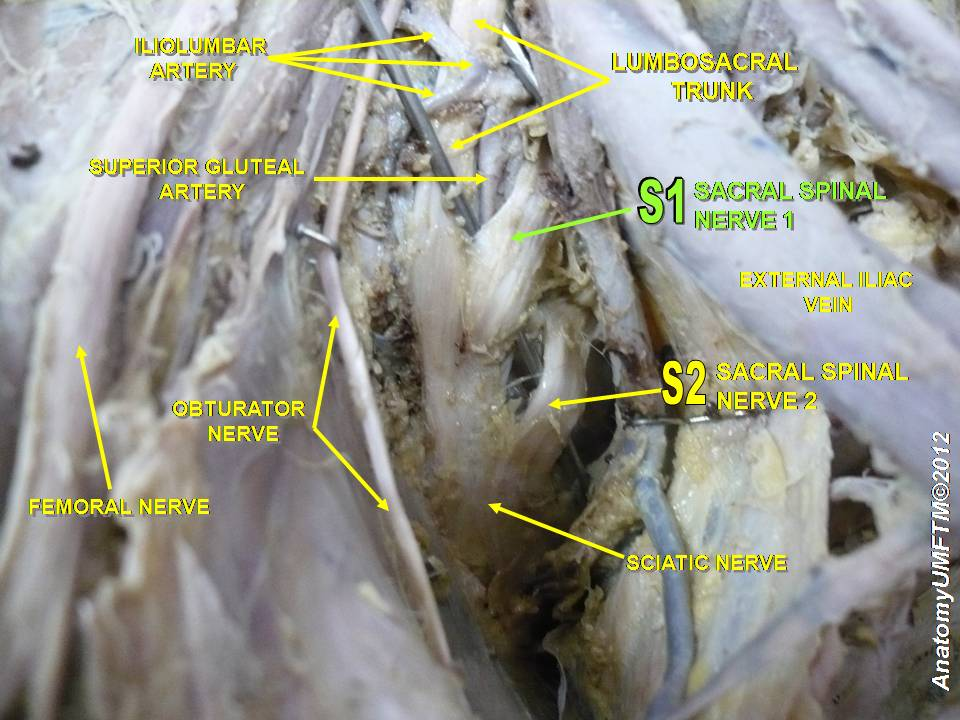
Thần kinh sống cùng I